# Alan Nunn May
Alan Nunn May, angleški fizik in vohun, * 2. maj 1911, Kings Norton, Birmingham, Anglija,  † 12. januar 2003, Cambridge, Anglija.
Nunn May je med 2. svetovno vojno najprej razvijal radar v Suffolku, nato s Powellom v Bristolu fotografske metode za zaznavo hitrih delcev iz radioaktivnega razpada. Nato se je na Chadwickovo pobudo pridružil skupini na Univerzi v Cambridgeu, kjer so začeli razvijati jedrski reaktor s težko vodo. Projekt je bil od začetka pod okriljem uprave za jedrsko orožje, imenovane s kodnim imenom »Tube Alloy«, ki so jo kasneje pridružili ameriškemu Projektu Manhattan. V tem času je istočasno predajal zaupne dokumente Sovjetski zvezi. Januarja 1943 je Nunn May začel delovati v Laboratoriju Montreal, ki je gradil reaktor v Chalck Riverju pri Ottawi v Kanadi. Septembra 1945 se je vrnil poučevat v London.
Marca 1946 so ga zaradi vohunstva zaprli, 1. maja istega leta pa so ga obsodili na 10 let težkega dela. Oprostili so ga pozno leta 1952, ko je odslužil 6 in pol let.